# Томми-оборотень
Томми-оборотень (англ. Big Wolf on Campus, дословный перевод — Большой волк в кампусе) — канадский телесериал об оборотне-подростке, созданный Питером А. Найтом и Кристофером Бриггсом, выходивший в 1999—2002 годах.

## Сюжет
После празднования начала учебного года старшеклассник Томми Доукинс забредает в лес, где на него нападает волк-оборотень. Укушенный волком Томми через месяц также превращается в оборотня. Днем Томми остаётся обычным тинэйджером, но под влиянием лунного света происходят чудовищные трансформации.
Томми скрывает правду о своей двойной сущности от одноклассников, родителей, брата и своей девушки. Единственный человек, которому Томми-оборотень доверяет свой секрет, — самый непопулярный ученик школы, Мёртон Дингл, любитель всего мистического и сверхъестественного. Томми надеется, что Мёртон поможет ему найти способ вновь стать нормальным человеком. А пока лекарство не найдено, Томми использует сверхсилу оборотня для того, чтобы защищать свой город от злых сверхъестественных существ.

## Персонажи и актеры

### Главные герои
- Томми Доукинс/Плезентвильский оборотень (Брэндон Куинн)

Главный герой сериала, звезда школы и капитан её футбольной команды. В начале сериала был укушен оборотнем и теперь в полнолуние или моменты гнева превращается в оборотня. Чтобы найти лекарство, подружился со школьным изгоем Мёртоном Динглом, который вскоре стал его лучшим другом. В течение сериала был влюблён сначала в Стейси Хэнсон, а затем в Лори Бакстер. Со Стэйси расстался про причине её отъезда в колледж, а также из-за своих постоянных отлучек со свиданий для борьбы с очередным монстром. Его главная цель в течение сериала — найти лекарство от ликантропии.
- Мёртон Дингл (Дэнни Смит)

Лучший друг Томми, самый непопулярный ученик школы. Гот, отлично разбирающийся в кино и мистике, благодаря чему они с Томми всегда находят способ победить очередного монстра. Его комната, которую он называет «логовом» обставлена в мистическом стиле и является местом встреч с Томми и Лори, которые являются его единственными друзьями. Мёртон часто становится объектом издевательств со стороны хулиганов. Имеет младшую сестру Бекки, которая его стесняется и поэтому старается не замечать, хотя сам Мёртон пытается её защищать. Мечтает перенять проклятие Томми, но тот ему не позволяет.
- Стейси Хэнсон (Рашель Лефевр)

Девушка Томми в первом сезоне, капитан школьной группы поддержки. В конце первого сезона уехала в колледж, как и сама Рашель Лефевр.
- Лори Бакстер (Эйми Касл)

Возлюбленная Томми во втором сезоне. Узнала его тайну, когда он спас её от призрака. Томми и Мёртон влюбляются в неё и начинают соперничать, но она явно отдаёт предпочтение Томми. Увлекается кикбоксингом, что позволяло ей помогать Томми в бою. В одной из серий ненадолго стала оборотнем, когда загипнотизированный Томми укусил её, но Мёртон смог её расколдовать.

### Второстепенные персонажи
- Бэкки Дингл (Натали Вансье) — младшая сестра Мёртона Дингла. Судя по разговорам, ей где-то 14 — 15 лет. Стесняется своего старшего брата и часто называет его «чудиком».
- Дин Доукинс (Джек Моссхаммер) — старший брат Томми Доукинса. Почти все серии провёл сидя у телевизора. Окончил колледж и получил неплохое образование, но тем не менее нигде не использует его.
- Хьюго Бостуик (Ричард Ютрас) — охранник в школе.
- Тим и Трэйвис Айкерт (ТНТ) (Доминик ДеРоза и Роб ДеЛеу) — глупые братья-близнецы, которые пытаются поймать оборотня. Они намного старше остальных ребят, так как в каждом классе сидят по два года.
- Салли Доукинс (Джейн Уиллер) — мама Томми. Местный плезентвильский репортер.
- Мэр Боб Доукинс (Алан Фосет) — отец Томми. Самый богатый и влиятельный мэр Плезентвиля.

## Производство

### Съёмки
Изначально у Брэндона Куинна была более экстремальный грим оборотня но, оказалось, что у него была аллергия на клей, и внешний вид пришлось изменить.

### Сценарий
Дэнни Смит, сыгравший Мертона Дж. Дингла, добавил в свою роль множество своих фраз. Он также написал и исполнил саундтрек сериала.